# 今田ハウジング
今田ハウジング（いまだハウジング）は、2007年3月7日から2008年3月12日まで日本テレビ系列で毎週水曜19:58 - 20:54（JST）に放送された、情報番組兼バラエティ番組。今田耕司の冠番組。
レギュラー化以降はハイビジョン放送（地上デジタル）。スタジオ収録のみハイビジョン収録で、VTRは4:3収録のピラーボックス放送。2007年11月以降はロケーションのハイビジョン収録となり、ハイビジョン完全化となった。

## 概要
レギュラー放送開始以前にも、主に休日の夕方などに単発番組として何度か不定期放送されており、前々番組『サルヂエ』が2007年1月いっぱいで終了したのに伴い、4月の改編期に先駆けて3月より水曜20時台でのレギュラー放送が開始された。
司会者の今田耕司らがリフォームを希望する有名人の家を訪ねリフォームを行うのが主な内容。不定期放送時はレギュラー陣自身によって綺麗にする程度の簡単な物であったが、レギュラー放送開始後は訪問後それに関するロケ取材で決定したプランを基に、業者による本格的なリフォーム工事が中心となっていた。また番組中では今田の自宅マンションも公開されるほか、レギュラー放送からは引越しをしたい芸能人のために物件探しをする企画「今だ!ムービング!!」や、優雅な暮らしをする芸能人の自宅を訪問する企画「メゾン一泊!!」なども放送されるようになった。

## 出演者
- 社長：今田耕司
- 秘書：菊川怜
- 次長：河本準一（次長課長）
- 課長：井上聡（次長課長）
- 社員
  - アンジャッシュ（児嶋一哉・渡部建）
  - 品川庄司（品川祐・庄司智春）
  - チュートリアル（徳井義実・福田充徳） （2007年5月 - ）
  - 安達祐実
  - 東原亜希
  - 安田美沙子（2007年5月 - ）
- アルバイト：藤本敏史（FUJIWARA）
- ナレーション
  - バッキー木場
  - 森富美（日本テレビアナウンサー）
  - 山本真純（日本テレビアナウンサー、2007年3月 - ）

上記以外にも様々なお笑い芸人が出演。

## スタッフ

### レギュラー版
- 構成 : 近藤祐次、内田ぼちぼち、ヒロハラノブヒコ、小幡真弘
- リサーチ : VISPO、フルタイム
- TM : 小椋敏宏
- SW : 小林宏義
- CAM : 佐藤裕司
- ロケCAM : 三好哲也
- VE : 三山隆浩、佐久間治雄
- ロケVE : 小出秀久
- MIX : 池田正義
- 照明 : 木村弥史、高橋明宏
- 美術 : 高津光一郎
- デザイン : 近藤純子、熊崎真知子
- モニター : ジャパンテレビ
- EED : 今村慎
- MA : 西村善雄
- 音効 : 高取謙、岡沢秀二
- 編成 : 前田伸一郎
- 広報 : 高松美緒
- マーケティング : 向笠啓祐
- TK : 桜井えみこ
- デスク : 野口美樹
- 演出補 : 山嶋将義、吉江智宏、荻原球
- AP : 森村愛、岡野芳子
- ディレクター : 川俣和也、徳永清孝、平野真一、大嶽一豪、藤野大作、鈴木淳一、阿部さちよ、松田菜生、石谷徳崇
- 企画・演出 : 加藤孝司
- プロデューサー : 糸井聖一 ／ 小川明人、松島美由紀、佐藤理恵、草野文、竹村薫、中田真紀、小島俊一、小坂真由美
- チーフプロデューサー : 梅原幹
- 技術協力 : NiTRo（旧NTV映像センター）、ヌーベルフォース、池田屋、OMNIBUS JAPAN
- 美術協力 : 日本テレビアート
- 制作協力 : Boom up、日企、創輝、てっぱん
- 製作著作 : 日本テレビ

過去のスタッフ
- 編成 : 中川学

### スペシャル版
- 構成 : 近藤祐次、内田ぼちぼち
- TM : 小椋敏宏
- SW : 小林宏義
- CAM : 中川昭生
- MIX : 大島康彦
- AUD : 瀧健太郎
- VE : 佐藤満
- 照明 : 高橋明宏
- モニター : ジャパンテレビ
- ENG : 池田屋
- 美術プロデューサー : 磯村英俊
- デザイン : 塚越千恵
- 装置 : 相馬勇
- 電飾 : 安部幸子
- 装飾 : 村山和彦
- 花飾 : 熊田康夫
- メイク : 鷹部麻里
- インテリアデザイナー : 清田直美、佐々木真一
- 編集 : 馬場勇次
- MA : 轉石裕治
- 音効 : 高取謙
- 編成 : 柴田裕次郎
- 広報 : 原のりこ
- TK : 矢島由紀子
- デスク : 野口美樹
- AD : 吉倉瑞穂、内藤泰弘
- ディレクター : 川俣和也、大嶽一豪、藤野大作、阿部さちよ、松田菜生
- 演出 : 加藤孝司
- プロデューサー : 糸井聖一 ／ 小川明人、石川京子、松島美由紀、中田真紀、佐藤理恵、住吉剛英
- チーフプロデューサー : 梅原幹
- 技術協力 : NiTRo（旧NTV映像センター）、ヌーベルバーグ
- 美術協力 : 日本テレビアート
- 制作協力 : Boom up、日企
- 製作著作 : 日本テレビ